# Роос, Анжелика
Анна Анжелика Ульрика Роос (швед. Anna Angelica Ulrika Roos; род. 15 апреля 1989 года, Гётеборг, Швеция) — шведская тяжелоатлетка, выступающая в весовой категории до 58 кг. Серебряный призёр Чемпионата Европы 2018 года. Многократная чемпионка Швеции и северных стран, участница летних Олимпийских игр в Рио-де-Жанейро. Установила более 30 национальных рекордов.

## Биография
Анна Анжелика Ульрика Роос родилась 15 апреля 1989 года в Гётеборге. Изначально занималась гандболом и лёгкой атлетикой (спринт, метание копья). Тяжёлая атлетика рассматривалась, как дополнительная тренировка с целью улучшить свои результаты в других видах спорта. Полностью перешла в тяжёлую атлетику в 2009 году.
В 2009 году Анжелика Роос дебютировала на международной арене. На юниорском Чемпионате Европы стала 7-й в категории до 58 кг.
В 2012 году дебютировала на взрослом уровне. На Чемпионате Европы 2012 с результатом 172 кг по сумме двоеборья стала 12-й в категории до 58 кг.
В 2016 году приняла участие на Олимпийских играх в Рио-де-Жанейро и тем самым стала первой в истории Швеции тяжелоатлеткой-участницей Олимпийских игр. В категории до 58 кг Анжелика Роос стала 12-й с результатом по сумме двоеборья 194 кг.

## Спортивные результаты
| Год  | Соревнование                   | Место проведения | Весовая категория | Рывок    | Толчок    | Сумма двоеборья | Место |
| 2009 | Чемпионат Европы среди юниоров | Ландскруна       | до 58 кг          | 70 кг    | 80 кг     | 150 кг          | 8     |
| 2010 | Чемпионат Европы среди юниоров | Лимасол          | до 58 кг          | 75 кг    | 90 кг     | 165 кг          | 6     |
| 2012 | Чемпионат Европы               | Анталья          | до 58 кг          | 74 кг    | 98 кг     | 172 кг          | 12    |
| 2012 | Чемпионат Европы среди юниоров | Эйлат            | до 58 кг          | 74 кг    | 99 кг     | 173 кг          | 6     |
| 2013 | Чемпионат Европы               | Тирана           | до 58 кг          | 79 кг    | 101 кг    | 180 кг          | 8     |
| 2013 | Летняя Универсиада             | Казань           | до 58 кг          | 78 кг    | 103 кг    | 181 кг          | 9     |
| 2013 | Чемпионат мира                 | Вроцлав          | до 58 кг          | 78 кг    | 98 кг     | 176 кг          | 12    |
| 2014 | Чемпионат Европы               | Тель-Авив        | до 58 кг          | 83 кг    | 104 кг    | 187 кг          | 9     |
| 2014 | Чемпионат северных стран       | Вигрестад        | до 63 кг          | 84 кг    | 105 кг    | 189 кг          | 1     |
| 2015 | Чемпионат Европы               | Тбилиси          | до 58 кг          | 86 кг    | 109 кг    | 195 кг          | 8     |
| 2015 | Чемпионат Швеции               | Сундсвалль       | до 59 кг          | 80 кг    | 116 кг NR | 196 кг          | 1     |
| 2015 | Чемпионат северных стран       | Слагельсе        | до 63 кг          | 84 кг    | 113 кг    | 197 кг          | 1     |
| 2015 | Чемпионат мира                 | Хьюстон          | до 58 кг          | 84 кг    | 113 кг    | 197 кг          | 19    |
| 2016 | Чемпионат Европы               | Фёрде            | до 58 кг          | 87 кг    | 110 кг    | 197 кг          | 5     |
| 2016 | Летние Олимпийские игры        | Рио-де-Жанейро   | до 58 кг          | 84 кг    | 110 кг    | 194 кг          | 12    |
| 2017 | Чемпионат Европы               | Сплит            | до 58 кг          | 88 кг NR | 113 кг    | 201 кг NR       | 8     |
| 2017 | Чемпионат Швеции               | Бурос            | до 63 кг          | 90 кг    | 117 кг    | 207 кг NR       | 1     |
| 2017 | Чемпионат северных стран       | Весбю            | до 63 кг          | 90 кг    | 114 кг    | 204 кг          | 1     |
| 2017 | Чемпионат мира                 | Анахайм          | до 63 кг          | —        | —         | —               | DNF   |
| 2018 | Чемпионат Европы               | Бухарест         | до 58 кг          | 85 кг    | 106 кг    | 191 кг          | 2     |
| 2018 | Чемпионат Швеции               | Хельсингборг     | до 58 кг          | 84 кг    | 110 кг    | 194 кг          | 1     |
| 2018 | Чемпионат северных стран       | Хверагерди       | до 58 кг          | 79 кг    | 106 кг    | 185 кг          | 1     |
| 2018 | Чемпионат мира                 | Ашхабад          | до 59 кг          | 82 кг    | 106 кг    | 188 кг          | 23    |
| 2019 | Чемпионат Европы               | Батуми           | до 55 кг          | 81 кг NR | 103 кг NR | 184 кг NR       | 7     |